# ピピン2世 (アクィタニア王)
ピピン2世またはピピン幼王（ドイツ語: Pippin II.  フランス語: Pépin II d'Aquitaine  823年 - 864年以降）は、アクィタニア（対立）王（在位: 838年 - 851/2年、854年 - 864年）。アクィタニア王ピピン1世（カロリング皇帝ルートヴィヒ1世の次男）と、マドリエ（メレ）伯テオドベルトの娘インゲルトルードの子。

## 生涯

### 王位をめぐる抗争
ピピン1世の死後、貴族たちはアクィタニアの帝国からの独立を守るため15歳のピピン2世を王に選出した。しかし彼の祖父の皇帝ルートヴィヒ1世は、彼の息子シャルル2世をアクィタニア王とした。というのも、ピピン1世は832年に父ルートヴィヒ1世に反乱した際にアクィタニア王位を名目上奪われていたからである。これ以降、ピピン2世とシャルル2世は王位をめぐり長きにわたり争うこととなった。
ルートヴィヒ1世はアクィタニア貴族に対し、ピピン2世に統治の技術を教えると称して彼をアーヘンに送るよう要求したが拒絶された。ルートヴィヒ1世の死後、841年のフォントノワの戦いではシャルル2世・ルートヴィヒ2世の連合軍に対抗しロタール1世に味方した。ピピン2世はこの戦いでシャルル2世を破ったものの、ロタール1世がルートヴィヒ2世に敗れたことで大勢が決してしまった。ピピン2世はアクィタニアに戻り、シャルル2世との抗争を継続した。

### ヴァイキング誘引と敗北
844年、ピピン2世はヤール・オスカルという探検家の率いるヴァイキングを味方につけようと、彼らがガロンヌ川をトゥールーズまで上っていくのを案内した。しかしこれはピピン2世にとって致命的な失策だった。ヴァイキング達に、略奪に適した土地を易々と偵察させてしまったのである。845年、ピピン2世は皇帝の陣営から離脱してきたボルドー伯セガン2世を迎え、ヴァスコニア公として彼のサンシュ2世に対する戦いを支援した。サンシュ2世はピピン2世の父ピピン1世の敵でもあった。
アクィタニア最大の都市であるボルドーは、この時シャルル2世が押さえていたのだが、これが不満を募らせた市民やユダヤ教徒、ピピン2世に対する抵抗勢力などの手引きによって、847年にヤール・オスカルによって占領されてしまった。元から酒におぼれ怠惰な生活を送っていたピピン2世は、ボルドーを異教徒の海賊に奪われたことで848年までに完全に支持を失った。この時、ロタール1世の宮廷にいたピピン2世の弟カール（シャルル）がアクィタニア王位を求めたが、メーヌ伯ヴィヴィアンに捕らえられてシャルル2世のもとに送られ、修道院に入れられた。851/2年、ついにピピン2世はサンシュ2世に捕らえられ、シャルル2世に引き渡された。彼はソワソンのサン＝メダール修道院に入れられ、サンシュ2世は褒賞としてガスコーニュ公の地位を得た。

### 脱出とヴァイキングへの参加、死
この頃シャルル2世と戦っていた東フランク王ルートヴィヒ2世は、息子のルートヴィヒ（3世）にアクィタニア王位を請求させた。ルートヴィヒ3世はリモージュまで進軍したが、855年に引き返した。
この混乱の中で、ピピン2世は854年に修道院を脱出し旧領の一部を回復した。シャルル2世は、ロワール渓谷を押さえてポワチエ、アングレーム、ペリグー、リモージュ、クレルモン、ブールジュなどを荒らしまわるヴァイキングに手を焼いており、ピピン2世を鎮圧するどころではなかった。864年、ピピン2世は自らヴァイキングに参加した。彼がキリスト教を捨てオーディン崇拝を始め、ヴァイキングの一員のように暮らしているという噂が流れた。彼はヴァイキングのトゥールーズ襲撃に参加したが、結局864年の後半に再び捕らえられた。 ピトル勅令で完全に地位を剥奪されたピピン2世はサンリスで投獄され、ここで亡くなったと考えられている。